# Реснитчатая украшенная куфия
Реснитчатая украшенная куфия (лат. Trimeresurus ciliaris) — вид гадюковых змей из рода куфий подсемейства ямкоголовых.

## Внешний вид
Длина тела без хвоста у известных экземпляров варьирует от 33,3 см до 36 см. Длина хвоста достигает 7,1—7,3 см у самцов и 5,1 у единственной известной самки. Межносовые не касаются друг друга. Верхнегубных щитков 9. Первый верхнегубной щиток частично слит с носовым. Второй верхнегубной и скуловой слились в один щиток, между ним и носовым имеется маленькая чешуйка. Нижнегубных 10—11. Имеется три или четыре выпуклых надглазничных щитка. Туловищные чешуи расположены в 17 рядах на переднем конце и в середине, к концу туловища их число уменьшается до 15. Брюшных щитков 172—175, подхвостовых 59—63 пар у самцов и 52 пары у самки. Окраска туловища сверху изумрудно-зелёная с красновато-коричневыми поперечными полосами. Радужная оболочка глаза оливково-зелёная, с бледно-коричневой горизонтальной полосой. У самцов за глазом проходит красновато-коричневая полоса. Вдоль хребта проходит ряд белых пятен, отделённых друг от друга двумя или тремя чешуйками. По бокам имеются тёмно-коричневые пятна. Брюхо кремово-белое, без пятен и полос. Хвост тёмно-коричневый с ржаво-красными пятнышками.

## Ареал и образ жизни
Обитает на карстовых ландшафтах на известняковых скалах в низменных диптерокарпусовых лесах хребта Накаван на Малаккском полуострове. Известна из провинций Транг и Сатун Таиланда. Возможно обитает на крайнем севере штата Перлис (Малайзия).
Состав рациона в природе неизвестен, хотя наблюдалось привлечение самцом куфии геккона Cnemaspis biocellata извиванием хвоста. В неволе питается мелкими гекконами и узкоротами.